# Kevin Wölbert
Kevin Wölbert (ur. 14 czerwca 1989 w Crivitzu) – niemiecki żużlowiec.

## Życiorys
Dwukrotny złoty medalista młodzieżowych indywidualnych mistrzostw Niemiec (2005, 2009). Dwukrotny złoty medalista indywidualnych mistrzostw Niemiec (2008, 2011). Złoty medalista drużynowych mistrzostw Wielkiej Brytanii (2011).
Dwukrotny finalista indywidualnych mistrzostw świata (Ostrów Wielkopolski 2007 – XVI miejsce, 2010 – IX miejsce). Dwukrotny finalista drużynowych mistrzostwa świata juniorów (Rybnik 2006 – IV miejsce, Abensberg 2007 – IV miejsce). Trzykrotny finalista indywidualnych mistrzostw Europy juniorów (Goričan 2006 – X miejsce, Częstochowa 2007 – VIII miejsce, Stralsund 2008 – VI miejsce). Srebrny medalista drużynowych mistrzostw Europy juniorów (Rawicz 2008). Reprezentant Niemiec w eliminacjach drużynowego Pucharu Świata.
Startował w ligach niemieckiej, duńskiej, brytyjskiej – w barwach klubów z Edynburga (2009–2011), Birmingham (2011), Poole (2011), King’s Lynn (2012) i Belle Vue (2013), jak również polskiej – w barwach klubów ZKŻ Zielona Góra (2006–2007), Start Gniezno (2008), GTŻ Grudziądz (2009–2010, 2013), KSM Krosno (2012), Kolejarz Opole (2017-2019), PSŻ Poznań (2020-2021) i Stal Rzeszów (od 2022).

## Przynależność klubowa
Polska
- ZKŻ Zielona Góra (2006–2007)
- Start Gniezno (2008)
- GKM Grudziądz (2009–2010)
- KSM Krosno (2012)
- GKM Grudziądz (2013)
- Kolejarz Opole (2017–2019)
- PSŻ Poznań (2020–2021)
- Stal Rzeszów (2022–2023)
- Start Gniezno (2024)
- AC Landshut (2025)

## Starty w Grand Prix (indywidualnych mistrzostwach świata na żużlu)

### Punkty w poszczególnych zawodachGrand Prix
| Sezon 2018           |                  |                    |                         |                                |                          |                                 |                     |                      |                   |         |         |         |         |         |         |         |         |         |         |         |         |        |        |        |        |        |        |        |        |        |        |        |        |
| GP Polski – Warszawa | GP Czech – Praga | GP Danii – Horsens | GP Szwecji – Hallstavik | GP Wielkiej Brytanii – Cardiff | GP Skandynawii – Målilla | GP Polski – Gorzów Wielkopolski | GP Słowenii – Krško | GP Niemiec – Teterow | GP Polski – Toruń | miejsce | miejsce | miejsce | miejsce | miejsce | miejsce | miejsce | miejsce | miejsce | miejsce | miejsce | miejsce | punkty | punkty | punkty | punkty | punkty | punkty | punkty | punkty | punkty | punkty | punkty | punkty |
| –                    | –                | –                  | –                       | –                              | –                        | –                               | –                   | 3                    | –                 | 23      | 23      | 23      | 23      | 23      | 23      | 23      | 23      | 23      | 23      | 23      | 23      | 3      | 3      | 3      | 3      | 3      | 3      | 3      | 3      | 3      | 3      | 3      | 3      |

| Statystyki        | Statystyki |
| ----------------- | ---------- |
| Starty            | 1          |
| Zwycięstwa        | 0          |
| Miejsca na podium | 0          |
| Finalista         | 0          |
| Punkty            | 3          |